# Erich Janitzky

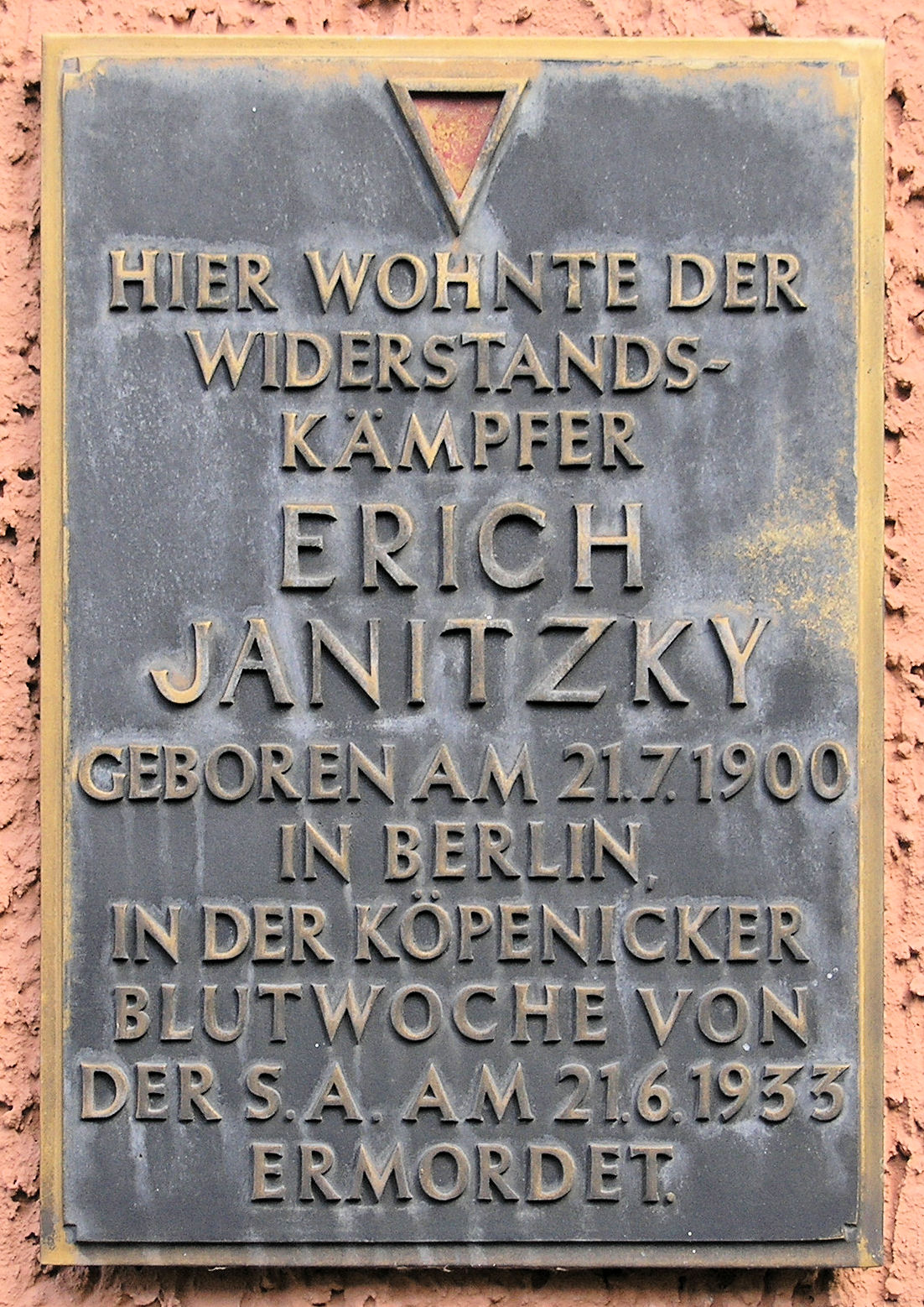
Gedenktafel am Haus Mittelheide 3, in Berlin-Köpenick

Erich Janitzky (* 21. Juli 1900 in Berlin; † 21. Juni 1933 in Berlin-Köpenick) war ein deutscher Kommunist und Mordopfer der Köpenicker Blutwoche.

## Leben
Nach dem Besuch der Volksschule durchlief Janitzky eine Lehre zum Maschinenbauer. 1917 wurde er zur Teilnahme am Ersten Weltkrieg eingezogen. Nach 1918 verdiente er seinen Lebensunterhalt erneut als Maschinenbauer. Nebenbei besuchte er Abendkurse an einer technischen Fachschule.
Seit 1924 arbeitete Janitzky für die Siemens AG in Berlin-Siemensstadt als Schlosser. Er war seit 1927 verheiratet mit Hedwig Janitzky. Von 1926 bis 1931 war Max Seidel Organisationsleiter im Bereich Köpenick-Nord der KPD. Politischer Leiter war Erich Janitzky. 1930 wurde er wegen seiner Tätigkeit als KPD-Betriebsobmann fristlos entlassen. Anschließend vertrieb er Zeitschriften. Außerdem nahm er Funktionärsaufgaben für seine Partei wahr.
Am 21. Juni 1933, am Beginn der Köpenicker Blutwoche, wurde Janitzky von der SA verschleppt und in der Alten Dahlwitzer Straße in der Nähe des Hauses der Familie Schmaus (Johann Schmaus, Anton Schmaus) erschossen aufgefunden. „Der verhaftete Schlosser Janitzky, der mit im Mordauto saß, wurde gleichfalls einige Stunden später mit Kopf- und Bauchschuß tot aufgefunden.“

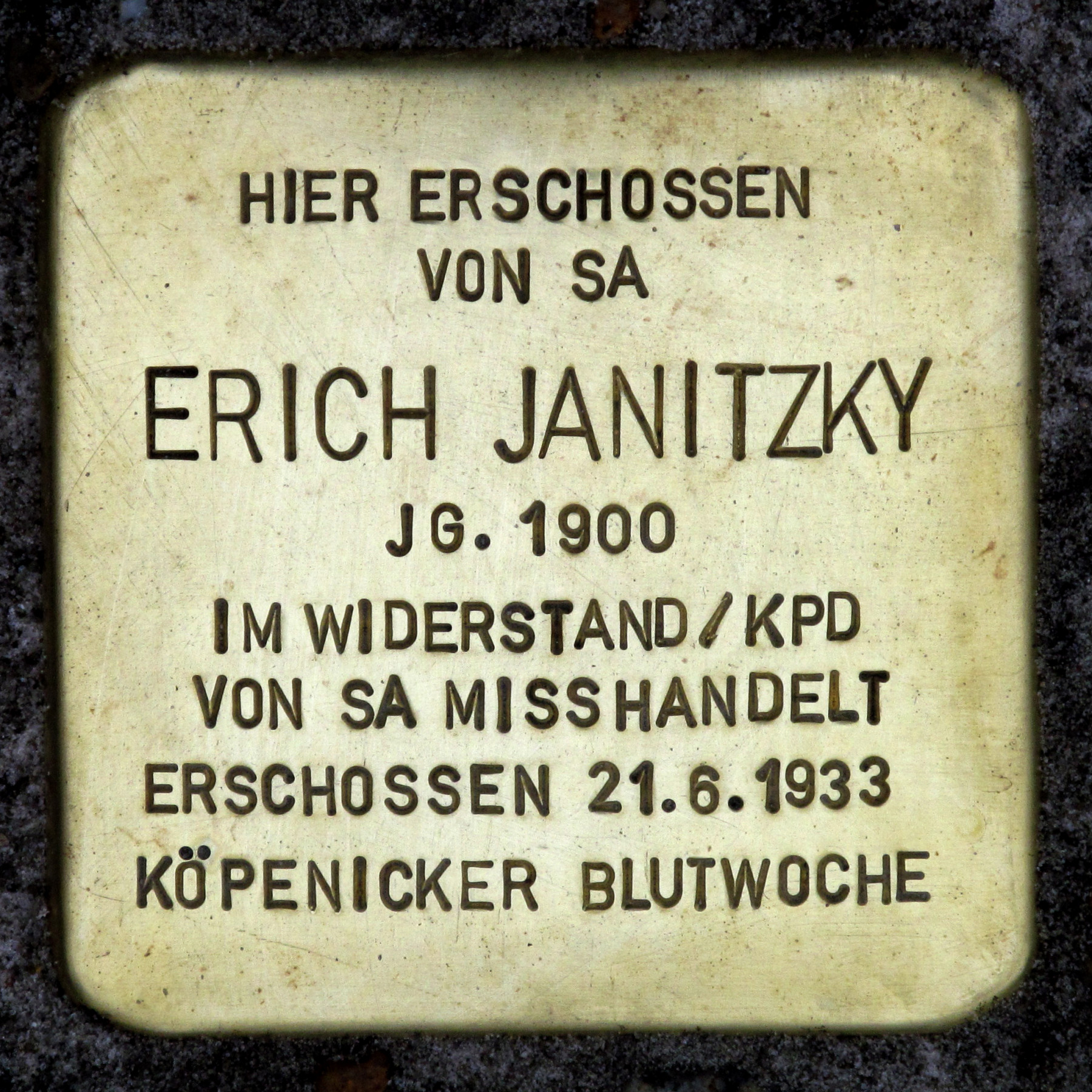
Stolperstein für Erich Janitzky in Köpenick

## Ehrungen
Heute erinnern die Stelling-Janitzky-Brücke (1860) in Berlin-Treptow sowie die ehemalige Ravvensteiner Straße und Kleinstraße, die 1947 in Janitzkystraße umbenannt wurden, in Köpenick an ihn, ferner in Köpenick das Denkmal am Platz des 23. April, der Gedenkstein am Essenplatz und der Stolperstein in der Mittelheide 3.